# Stachytarpheta strigosa
Stachytarpheta strigosa là một loài thực vật có hoa trong họ Cỏ roi ngựa. Loài này được Vahl miêu tả khoa học đầu tiên năm 1804.